# Nina Reithmayer
Nina Reithmayer (n. 8 iunie 1984, Innsbruck, Austria) este o sportivă ce a reprezentat Austria, medaliată olimpică. A participat la 3 ediții ale Jocurilor Olimpice (2006, 2010, 2014) în care a câștigat o medalie de argint.